# Taliándörögd
Taliándörögd es un pueblo ubicado en el distrito de Tapolca, en el condado de Veszprém, Hungría.

## Superficie
Posee una superficie de 28,08 kilómetros cuadrados.

## Demografía
Hasta 2019 la población era de 737 habitantes, con una densidad de población de 26,25 habitantes por kilómetro cuadrado.